# Vlasina Rid
Vlasina Rid (cyr. Власина Рид) – wieś w Serbii, w okręgu pczyńskim, w gminie Surdulica. W 2011 roku liczyła 175 mieszkańców.